# 約翰·W·坎貝爾
約翰·W·坎貝爾（英語：John Wood Campbell，1910年6月8日—1971年7月11日）是美國科幻小說作家和編輯。從1937年底直到他去世，約翰·W·坎貝爾為《驚人的科幻》（後來被稱為《模拟科幻小说与事实》）主編，他塑造所謂的科幻小說黃金時代。
艾薩克·阿西莫夫稱坎貝爾為“有史以來最強大的科幻小說力量，他主編的第一個十年，完全佔主導該領域。”